# 加贝拉青年体育俱乐部
加贝拉青年体育俱乐部是波斯尼亚和黑塞哥维那的一家足球俱樂部。主場位於波黑联邦查普利纳市镇的加贝拉村。在2010–11賽季球隊獲得波黑次級聯賽的首位并因此升入波黑超級足球聯賽。
他们的球迷被称为“蓝狮”（Plavi Lavovi），球迷协会成立于2001年。